# Liste der größten Fabrikflächen der Welt
Diese Seite listet die größten Fabrikflächen der Welt nach Werksgröße auf.
| Werksfläche in ha | Name                      | Staat und Ort                   | Typ            |
| ----------------- | ------------------------- | ------------------------------- | -------------- |
| ≈ 1000            | BASF Ludwigshafen         | Deutschland, Ludwigshafen       | Chemieareal    |
| ≈ 0650            | Volkswagenwerk Wolfsburg  | Deutschland, Wolfsburg          | Autofabrik     |
| ≈ 0550            | Hyundai Ulsan             | Südkorea, Ulsan                 | Autofabrik     |
| ≈ 0340            | Michoud Assembly Facility | Vereinigte Staaten, New Orleans | NASA Montage   |
| ≈ 0300            | Foxconn Shenzhen          | Volksrepublik China, Shenzhen   | Elektronik     |
| ≈ 0280            | Boeing Everett            | Vereinigte Staaten, Everett     | Flugzeugfabrik |
| ≈ 0200            | Daikin Waller             | Vereinigte Staaten, Waller      | Elektronik     |
| ≈ 0186            | Audi-Werk Ingolstadt      | Deutschland, Ingolstadt         | Autofabrik     |
| ≈ 0049            | Tesla Factory             | Vereinigte Staaten, Fremont     | Autofabrik     |
| ≈ 0046,4          | Fiat Chrysler Belvidere   | Vereinigte Staaten, Belvidere   | Autofabrik     |
| ≈ 0024,2          | Rivian Normal             | Vereinigte Staaten, Normal      | Autofabrik     |